# Roberto Carretero
Roberto Carretero Diaz (Madrid, 30 agosto 1975) è un ex tennista spagnolo, ritiratosi dalle competizioni a fine 2001.

## Carriera
Come da tradizione spagnola, Carretero amava giocare sulla terra rossa. La sua non è stata una carriera da ricordare, dall'anno del suo esordio tra i professionisti (1993) fino al ritiro ha vinto soltanto 23 partite nel circuito ATP, su 68 giocate. Eppure nel 1996 è stato protagonista di uno dei più inattesi exploit degli anni novanta: vinse infatti il prestigioso Master Series di Amburgo partendo dalle qualificazioni; in finale sconfisse il connazionale Àlex Corretja per 2-6, 6-4, 6-4, 6-4. Quella vittoria non ebbe però seguito: Carretero non è mai riuscito a superare il secondo turno nei tornei che ha giocato in seguito (se si esclude Umago 2000, quando uscì al terzo turno).

## Statistiche

### Singolare

#### Vittorie (1)
| Legenda                   |
| Grande Slam (0)           |
| ATP World Tour Finals (0) |
| ATP Masters 1000 (1)      |
| ATP World Tour 500 (0)    |
| ATP World Tour 250 (0)    |

| N  | Data           | Torneo                   | Superficie  | Avversario in finale | Punteggio          |
| 1. | 12 maggio 1996 | Hamburg Masters, Amburgo | Terra rossa | Àlex Corretja        | 2–6, 6–4, 6–4, 6–4 |